# カズ・ヒロ
カズ・ヒロ（Kazu Hiro、1969年5月25日 - ）は、アメリカ合衆国のメイクアップアーティスト、現代美術家。ロサンゼルス在住。かつての活動名は、佐和一宏・辻 一弘（つじ かずひろ）。

## 経歴
京都府京都市出身。
子供の頃に『スター・ウォーズ』を見て映画に興味を持った。平安高校時代、地元の洋書店で手に入れた映画雑誌で、俳優ハル・ホルブルックがディック・スミスによる特殊メイクでリンカーン大統領そっくりに演じる様子が紹介されているのを見て、メイクを志した。自分の顔でリンカーンのメイクを試すとともに、その写真を添えた手紙を雑誌に載っていたディックの住所に送ると「アメリカにも良い学校はないから、独学が一番だ」という趣旨の返信が来て、特殊メイクを学び始めた。
代々木アニメーション学院で講師を務めたり、江川悦子の工房スタッフ時代にディック・スミスが特撮の総指揮を務めた邦画『スウィートホーム』のメイクに携わったりした後に、1996年に単身渡米。ディック・スミスに師事し、その後に兄弟子リック・ベイカーの工房「シノベーションスタジオ」に所属して『メン・イン・ブラック』『PLANET OF THE APES/猿の惑星』などに携わった。2000年には『グリンチ』で、リック・ベイカーらと共に英国アカデミー賞メイクアップ&ヘアー賞を受賞した。
2006年公開のアメリカ映画『もしも昨日が選べたら』で特殊メイクを担当。第79回アカデミー賞で、ビル・コルソと共にメイクアップ賞にノミネートされたが、受賞はならなかった。第80回アカデミー賞でもアメリカ映画『マッド・ファット・ワイフ』でリック・ベイカーと共に2年連続でメイクアップ賞にノミネートされたが、受賞はならなかった。
その後は現代美術の分野に転向し、2013年にアンディ・ウォーホルの壮年期・晩年の2倍サイズの頭像を制作。ニューヨークの美術展に出品している。
2017年公開の映画『ウィンストン・チャーチル/ヒトラーから世界を救った男』で、主演をオファーされていたゲイリー・オールドマンから2016年に「あなたが（特殊メイクのオファーを）受けなければ、私はこの作品には出ない」と言われ、一週間迷った末に映画界復帰を決意。ゲイリー・オールドマンの特殊メイクを担当し、第90回アカデミー賞においてメイクアップ&ヘアスタイリング賞を日本人として初めて受賞した。アカデミー賞では1993年に衣装デザイン賞を受賞した石岡瑛子以来25年ぶりの日本人の個人受賞である。なお、この第90回アカデミー賞で作品賞を受賞した『シェイプ・オブ・ウォーター』のクリーチャーにも参加している。
2019年3月に日本国籍を離れて、米国の市民権を取得。名前をカズ・ヒロ（Kazu Hiro）に改名した。米国に帰化した理由のひとつは、関係が悪化した家族との縁を切るためである。子供の頃から親に、公共の場で罵倒されたことや小学校の卒業アルバムを見て「こんな顔しないで」と言われたことで写真を撮られることを嫌うようになっている。日本では家族との縁を法律で切ることが出来ないと知ったため、国籍を切ることで解決したかったこと、また個人としてのアイデンティティを確立するには日本国籍を捨てる方が良いと考えたことを挙げている。
シャーリーズ・セロンからの強い希望により、2019年公開の映画『スキャンダル』の特殊メイク担当に参加。第92回アカデミー賞で2度目のメイクアップ&ヘアスタイリング賞を受賞した。

## 主な作品

### 特殊効果
- メン・イン・ブラック Men in Black（1997）
- ディアボロス/悪魔の扉 The Devil's Advocate（1997）
- ナッティ・プロフェッサー2 クランプ家の面々 Nutty Professor II: The Klumps （2000）
- メン・イン・ブラック2 Men in Black II  (2002)
- 地獄の変異 The Cave（2005）

### メイクアップ
- スウィートホーム（1989）
- 八月の狂詩曲（1991）
- ミンボーの女（1992）
- Critical Care（1997）
- エディ&マーティンの逃走人生 Life（1999）
- ワイルド・ワイルド・ウエスト Wild Wild West（1999）
- グリンチ How the Grinch Stole Christmas（2000）
- PLANET OF THE APES/猿の惑星 Planet of the Apes（2001）
- メン・イン・ブラック2 Men in Black II  (2002)
- ザ・リング The Ring（2002）
- ホーンテッドマンション The Haunted Mansion（2003）
- ヘルボーイ Hellboy（2003）
- ザ・リング2 The Ring Two（2005）
- もしも昨日が選べたら Click（2006）
- マッド・ファット・ワイフ Norbit （2007）
- チャックとラリー おかしな偽装結婚!? I Now Pronounce You Chuck & Larry（2007）
- 魔法にかけられて Enchanted（2007）
- トロピック・サンダー/史上最低の作戦 Tropic Thunder (2008)
- ベンジャミン・バトン 数奇な人生 The Curious Case of Benjamin Button (2008)
- 天使と悪魔 Angels & Demons (2009)
- G.I.ジョー G.I. Joe: The Rise of Cobra (2009)
- ソルト Salt (2010)
- LOOPER/ルーパー Looper (2012)
- ウィンストン・チャーチル/ヒトラーから世界を救った男 Darkest Hour (2017)
- スキャンダル Bombshell (2019)
- マエストロ: その音楽と愛と Maestro (2023)

### その他
- バットマン&ロビン Mr.フリーズの逆襲 Batman & Robin（1997）
- マイティ・ジョー Mighty Joe Young（1998）

## 受賞
- 第55回英国アカデミー賞（2000年）- メイクアップ&ヘアスタイリング賞（『グリンチ（How the Grinch Stole Christmas!）』）
- 第90回アカデミー賞（2018年） - メイクアップ&ヘアスタイリング賞（『ウィンストン・チャーチル/ヒトラーから世界を救った男（Darkest Hour）』
- 第92回アカデミー賞（2020年） - メイクアップ&ヘアスタイリング賞『スキャンダル（Bombshell）』

## 著書
- 辻一弘 著、福原顕志 編『顔に魅せられた人生』宝島社、2018年7月13日。ISBN 978-4800284761。 NCID BB26589819。

## 出演
- NHKアカデミア「カズ・ヒロ 生きるヒントが、ここに。」（2023年9月6日、NHK Eテレ）[11]